# Being Boiled
Being Boiled är en låt av den brittiska gruppen The Human League utgiven 1978. Den var en av de första poplåtarna inom elektronisk musik i Storbritannien. 
Låten, komponerad av Martyn Ware och Ian Craig Marsh, gjordes enbart med elektroniska instrument och präglas av en framträdande basgång. Texten, som skrevs av sångaren Philip Oakey, är en protest mot odling av silkesfjärilar till silkesindustrin och har inslag av vaga referenser till österländska religioner. 
Being Boiled utgavs som singel 1978 på skivbolaget Fast Product. Den tog sig inte in på singellistan, men fick mycket uppmärksamhet och blev inflytelserik för andra artister inom new wave och postpunk. Låten återutgavs i en ny version på EP:n Holiday '80 som tog sig in på en 56:e plats på den brittiska singellistan. Den versionen togs också med på gruppens album Travelogue 1980. Originalversionen återutgavs som singel via EMI samma år, men utan några kommersiella framgångar. Efter The Human Leagues kommersiella genombrott med albumet Dare och hitlåten Don't You Want Me återutgavs originalversionen som singel på nytt 1982 och nådde då en 6:e placering på den brittiska singellistan.
Being Boiled anses ha haft ett mycket stort inflytande för hela synthpopgenren. Bland annat inspirerade den Vince Clarke till att bilda Depeche Mode. Den har gjorts i flera coverversioner och även framförts av Martyn Wares och Ian Craig Marshs senare grupp Heaven 17 med Glenn Gregory på sång. En ny version av Being Boiled spelades in till deras album Naked as Advertised från 2008.

## Låtförteckning
7" Single (Fast Product, 1978)
1. "Being Boiled" (original version)
2. "Circus of Death" (original version)

Holiday '80 EP (Virgin Records)
1. "Being Boiled" (re-recorded version)
2. "Marianne"
3. "Dancevision"
4. "Rock 'N' Roll"/"Nightclubbing" medley

Återutgåvorna 1980 och 1982
1. "Being Boiled" (stereo remix av originalversionen)
2. "Circus of Death" (stereo remix av originalversionen)